# Sigeman & Co
Sigeman & Co Chess Tournament – najsilniejszy szachowy turniej kołowy organizowany w Szwecji od roku 1993. Od pierwszej edycji turniej rozgrywany jest w Malmö i sponsorowany przez kancelarię prawniczą Sigeman & Co. Wśród uczestników znajdowali się m.in. mistrz świata Wasilij Smysłow i wicemistrzowie Wasyl Iwanczuk, Wiktor Korcznoj, Jan Timman oraz Nigel Short, jak również najlepsza szachistka w historii szachów, Judit Polgár. Dwukrotnie w turnieju startował Michał Krasenkow, najlepszy wynik osiągając w roku 1995, w którym zajął IV miejsce (za Ivanem Sokolovem, Ulfem Anderssonem i Matthew Sadlerem).

## Zwycięzcy dotychczasowych turniejów
| Lp | Rok  | Zwycięzcy                                     |
| -- | ---- | --------------------------------------------- |
| 1  | 1993 | Ferdinand Hellers                             |
| 2  | 1994 | Ferdinand Hellers, Curt Hansen                |
| 3  | 1995 | Ivan Sokolov                                  |
| 4  | 1996 | Wiktor Korcznoj                               |
| 5  | 1997 | Ferdinand Hellers                             |
| 6  | 1998 | Joël Lautier, Igor Miladinović                |
| 7  | 1999 | Boris Gelfand                                 |
| 8  | 2000 | Judit Polgár                                  |
| 9  | 2001 | Boris Gulko, Jan Timman                       |
| 10 | 2002 | Nigel Short                                   |
| 11 | 2003 | Wasyl Iwanczuk                                |
| 12 | 2004 | Peter Heine Nielsen, Curt Hansen              |
| 13 | 2005 | Krishnan Sasikiran, Jan Timman                |
| 14 | 2006 | Jan Timman                                    |
| 15 | 2007 | Iwan Czeparinow                               |
| 16 | 2008 | Tiger Hillarp Persson                         |
| 17 | 2009 | Nigel Short                                   |
| 18 | 2010 | Anisz Giri                                    |
| 19 | 2011 | Anisz Giri, Wesley So, Hans Tikkanen          |
| 20 | 2012 | Fabiano Caruana                               |
| 21 | 2013 | Nigel Short, Richárd Rapport, Nils Grandelius |
| 22 | 2014 | Laurent Fressinet                             |
| 23 | 2017 | Nils Grandelius, Baadur Dżobawa               |
| 24 | 2018 | Nils Grandelius, Vidit Santosh Gujrathi       |
| 25 | 2019 | Gawain Jones                                  |